# Henry A. Foster
Henry A. Foster (Hartford, 1800. május 7. – Rome, 1889. május 11.) az Amerikai Egyesült Államok szenátora (New York, 1844–1845).